# لورين ليستر
لورين ليستر (بالإنجليزية: Loren Lester)‏ هو ممثل أمريكي، ولد في 4 أكتوبر 1960 بلوس أنجلوس في الولايات المتحدة.

## أعمال

### أفلام
- (1998) دكتور فريز الشرير وباتمان
- (2003) زواج أمريكي[3][4][5]

### مسلسلات
- باتمان

## وصلات خارجية
- لورين ليستر على موقع IMDb (الإنجليزية)
- لورين ليستر على موقع قاعدة بيانات الفيلم (الإنجليزية)